# Bezwierchowicze (przystanek kolejowy)
Bezwierchowicze (biał. Бязверхавічы; ros. Безверховичи) – przystanek kolejowy w miejscowości Bezwierchowicze, w rejonie słuckim, w obwodzie mińskim, na Białorusi. Leży na linii Osipowicze – Baranowicze.